# Mặc Giang
'Huyện tự trị dân tộc Cáp Nê Mặc Giang (chữ Hán giản thể: 墨江哈尼族自治县, âm Hán Việt: Mặc Giang Cáp Nê tộc tự trị huyện) là một huyện tự trị thuộc địa cấp thị Phổ Nhị, tỉnh Vân Nam, Cộng hòa Nhân dân Trung Hoa. Huyện này có diện tích 5.312 km², dân số năm 2003 là 380.000 người. Huyện này cách thủ phủ tỉnh là thành phố Côn Minh 270 km, bắc giáp hai huyện Trấn Nguyên, Tân Bình; đông giáp ba huyện Nguyên Giang, Hồng Hà, Lục Xuân, nam giáp huyện Giang Thành, tây giáp huyện Ninh Nhị.

## Phân chia hành chính
Về mặt hành chính, huyện này được chia thành 2 trấn và 16 hương.
- Trấn:
  - Liên Châu
  - Thông Quan
- Hương:
  - Tân An
  - Mạnh Lộng
  - Đoàn Điền
  - Tân Phủ
  - Cảnh Tinh
  - Ngư Đường
  - Long Đàm
  - Văn Vũ
  - Tứ Nam Giang
  - Bá Lưu
  - Na Cáp
  - Nhã Ấp
  - Long Bá